# پودگورنیا
پودگورنیا (به لاتین: Podgornya) یک منطقهٔ مسکونی در روسیه است که در استان آرخانگلسک واقع شده‌است.